# Jean Rounault
Jean Rounault est le nom de plume de Rainer Biemel, écrivain roumain de langue française, journaliste et traducteur de l'allemand (né à Kronstadt (Brașov) le 14 mars 1910 - mort au Mesnil-Saint-Denis le 1er août 1987). Il était le frère de Walter Biemel.

## Biographie
Traducteur de Rainer Maria Rilke et de Thomas Mann, antifasciste convaincu, Rainer Biemel (1910-1987) regagne sa Roumanie natale en 1941 pour échapper à la Gestapo. En janvier 1945, il est arrêté par le NKVD en raison de ses lointaines et supposées origines allemandes lors de la grande opération de déportation des Allemands de Roumanie. Après un voyage de plusieurs jours en wagon à bestiaux, il est emmené à Makeevka dans le Donbass. Il réussit à revenir en Roumanie en décembre 1945. Devenu français, converti au catholicisme, Rainer Biemel retrouve Paris à la fin de 1948. Ses camarades russes l'ayant surnommé Rouno d'après la célèbre marque automobile française, c'est sous le nom de Jean Rounault qu'il publie son témoignage l’année suivante, puis un roman, Le Troisième ciel, en 1952. De 1953 à 1975, il occupe des fonctions importantes au sein des Éditions Desclée de Brouwer.

## Œuvres
- Mon ami Vassia, Paris, Sulliver, avec une préface de Gabriel Marcel, 1949 ; rééd. Le bruit du temps, avec un dossier de Jean-Louis Panné et Anne-Marie Biemel-Montarnal, 2009.
- Le Troisième ciel, Paris, 1952.

## Traductions
- Goethe, Le Second Faust (avec Alexandre Arnoux), Union Latine d'éditions, 1942.
- Thomas Mann, Avertissement à l’Europe (préface d’André Gide), Paris, Gallimard, 1937.
- Thomas Mann, La victoire finale de la démocratie, Paris, Gallimard, 1939.
- Rainer Maria Rilke, Lettres à un jeune poète (avec Bernard Grasset), Paris, Grasset/Les Cahiers Rouges, 1937.
- Rainer Maria Rilke, Élégies de Duino, Falaize, 1949.

## Archives
Les archives de Jean Rounault sont conservées à La contemporaine à Nanterre.